# Chelifera bakra
Chelifera bakra är en tvåvingeart som först beskrevs av Smith 1965.  Chelifera bakra ingår i släktet Chelifera och familjen dansflugor.
Artens utbredningsområde är Nepal. Inga underarter finns listade i Catalogue of Life.